# Сен-Поль-д’Уэй
Сен-Поль-д’Уэ́й (фр. Saint-Paul-d'Oueil, окс. Sent Pau d'Oelh) — коммуна во Франции, находится в регионе Юг — Пиренеи. Департамент — Верхняя Гаронна. Входит в состав кантона Баньер-де-Люшон. Округ коммуны — Сен-Годенс.
Код INSEE коммуны — 31508.

## География

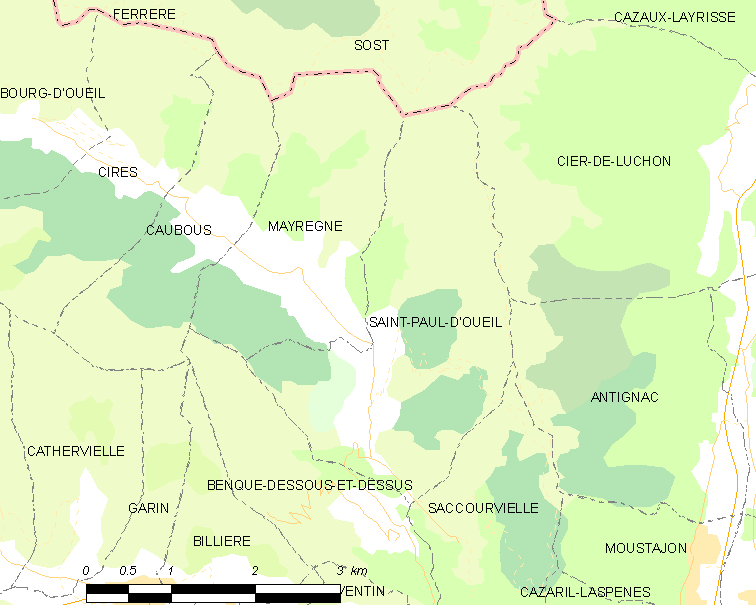
Карта коммуны

Коммуна расположена приблизительно в 690 км к югу от Парижа, в 115 км к юго-западу от Тулузы.
По территории коммуны протекают небольшие реки Нест-д’Уэй и Антенак (фр. Antenac).

## Климат
Климат умеренно-океанический. Зима мягкая и снежная, весна характеризуется сильными дождями и грозами, лето сухое и жаркое, осень солнечная. Преобладают сильные юго-восточные и северо-западные ветры.

## Население
Население коммуны на 2010 год составляло 50 человек.
| 1962 | 1968 | 1975 | 1982 | 1990 | 1999 | 2010 |
| ---- | ---- | ---- | ---- | ---- | ---- | ---- |
| 67   | 44   | 42   | 30   | 44   | 49   | 50   |

## Администрация
| Период | Период | Фамилия             | Партия | Примечания |
| ------ | ------ | ------------------- | ------ | ---------- |
| 2001   | 2008   | Пьер-Франсуа Каррас |        |            |
| 2008   | 2014   | Жан-Луи Бюрль       |        |            |
| 2014   | 2020   | Поль Лоренци        |        |            |

## Экономика
В 2010 году среди 29 человек трудоспособного возраста (15—64 лет) 25 были экономически активными, 4 — неактивными (показатель активности — 86,2 %, в 1999 году было 77,8 %). Из 25 активных жителей работали 22 человека (9 мужчин и 13 женщин), безработных было 3 (2 мужчин и 1 женщина). Среди 4 неактивных 2 человека были учениками или студентами, 2 — пенсионерами, 0 были неактивными по другим причинам.

## Достопримечательности
- Замок Сен-Поль (XVI век). Исторический памятник с 1947 года[4]
- Романская церковь Св. Гордиана (XII век)[5]

## Фотогалерея

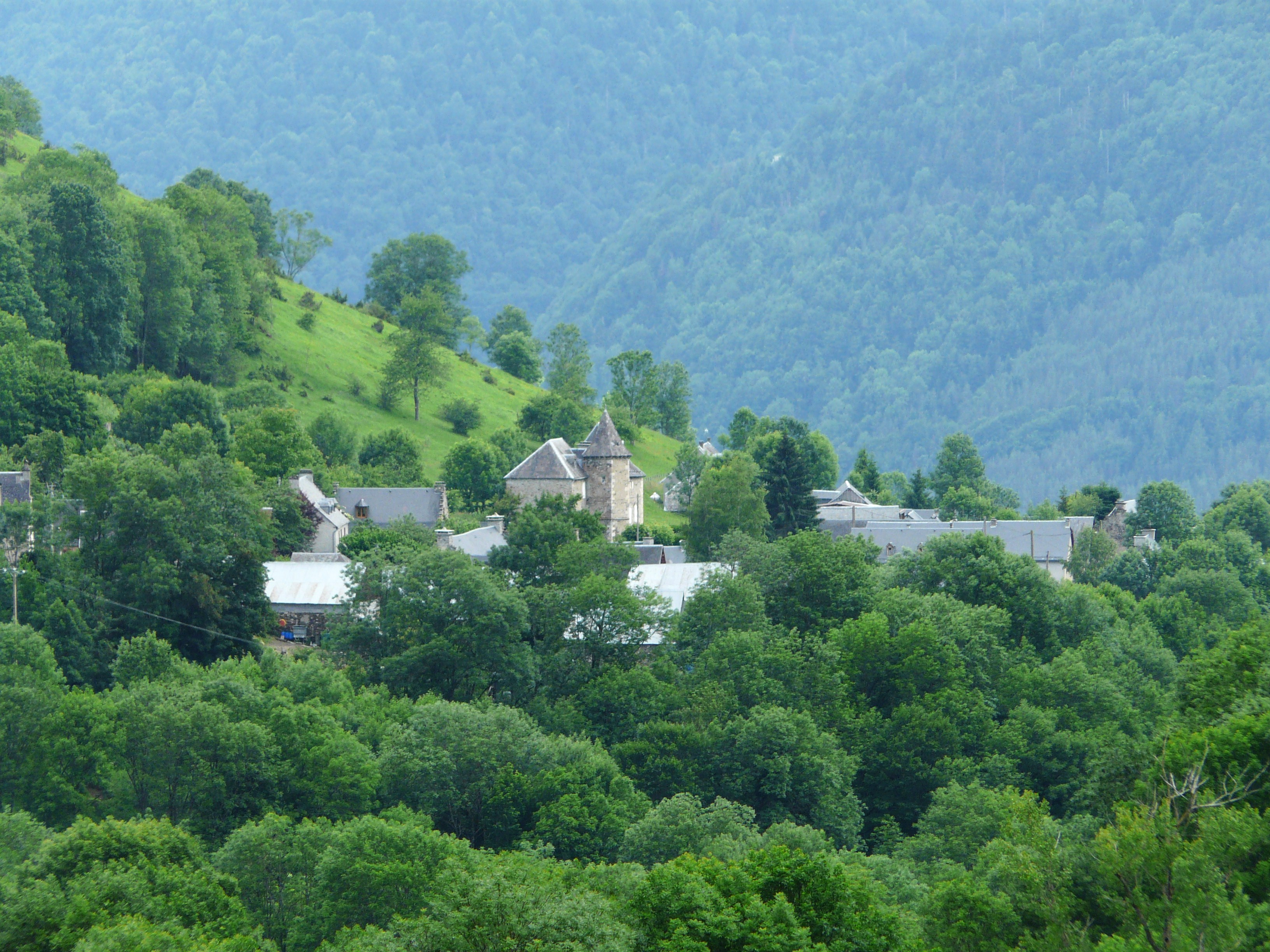
Сен-Поль-д’Уэй
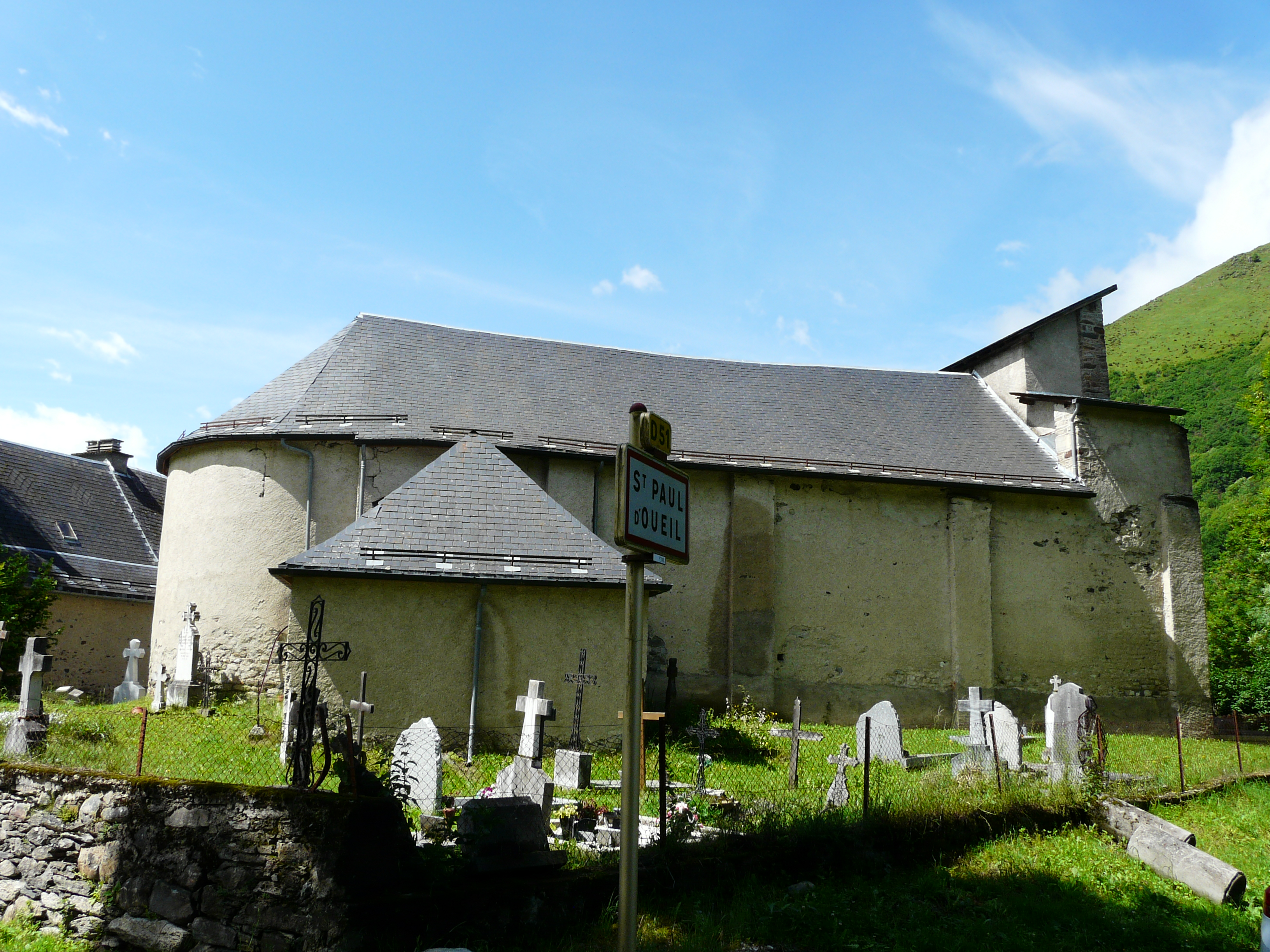
Церковь Св. Гордиана
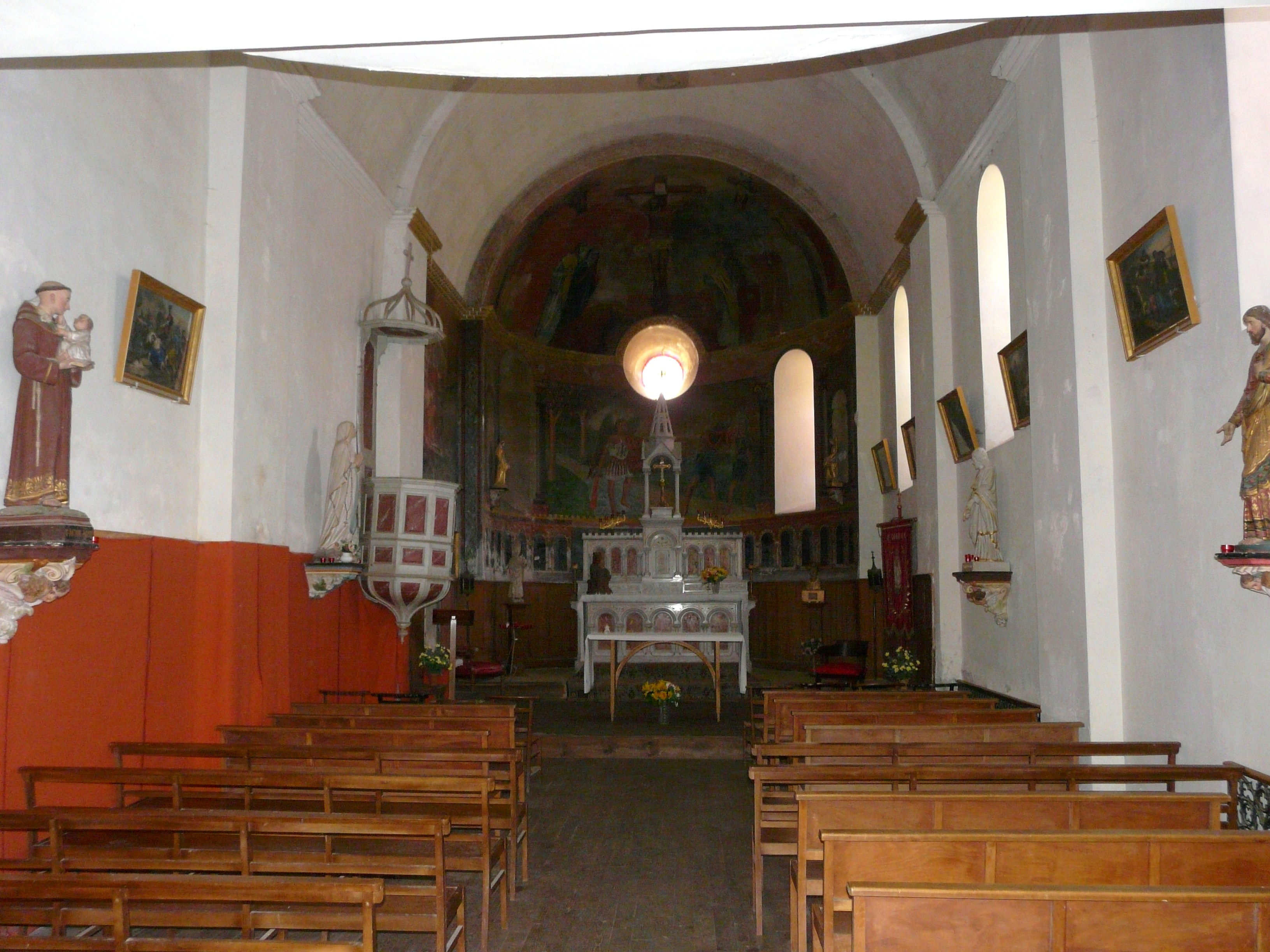
Интерьер церкви Св. Гордиана
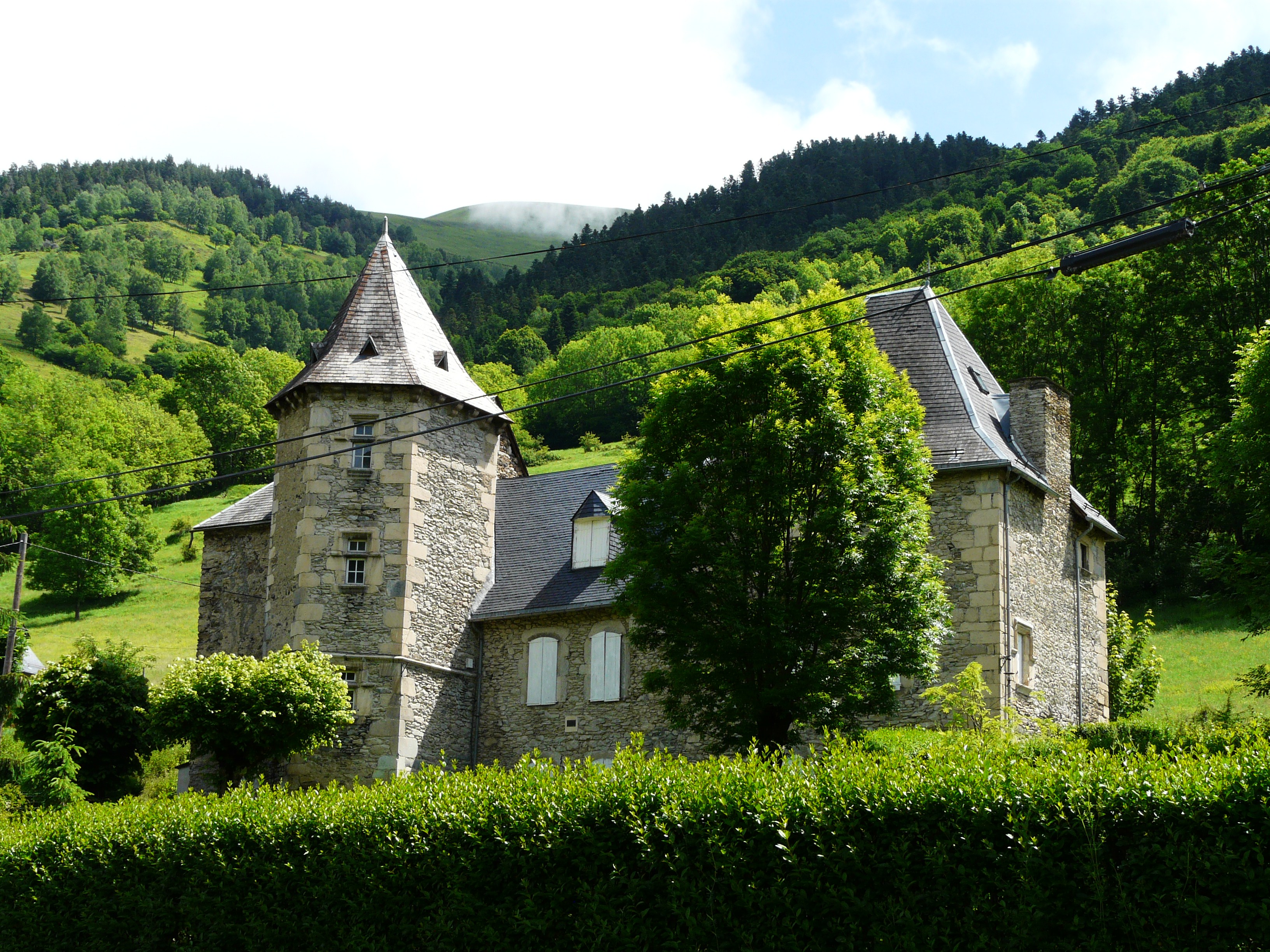
Замок Сен-Поль
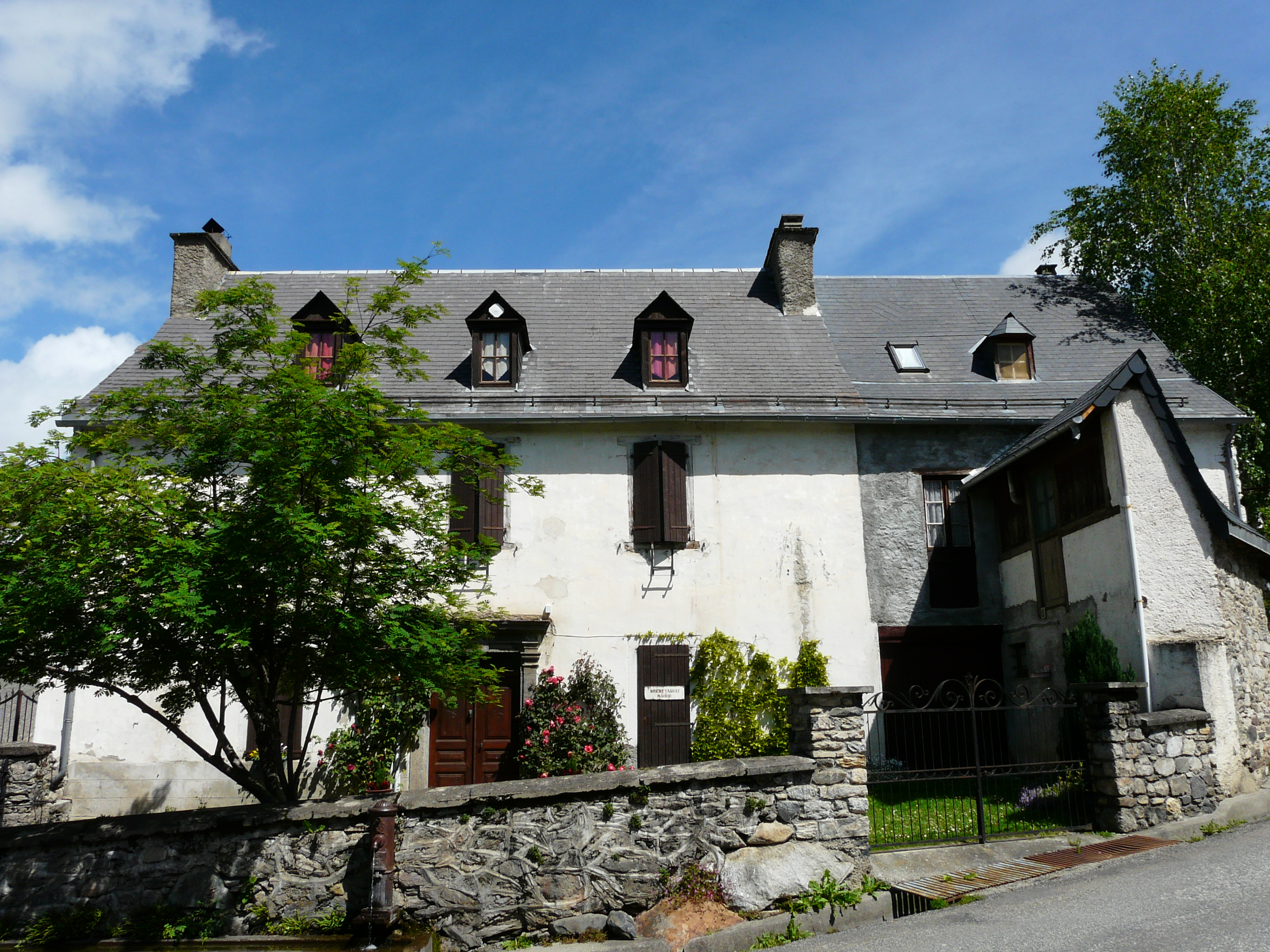
Мэрия
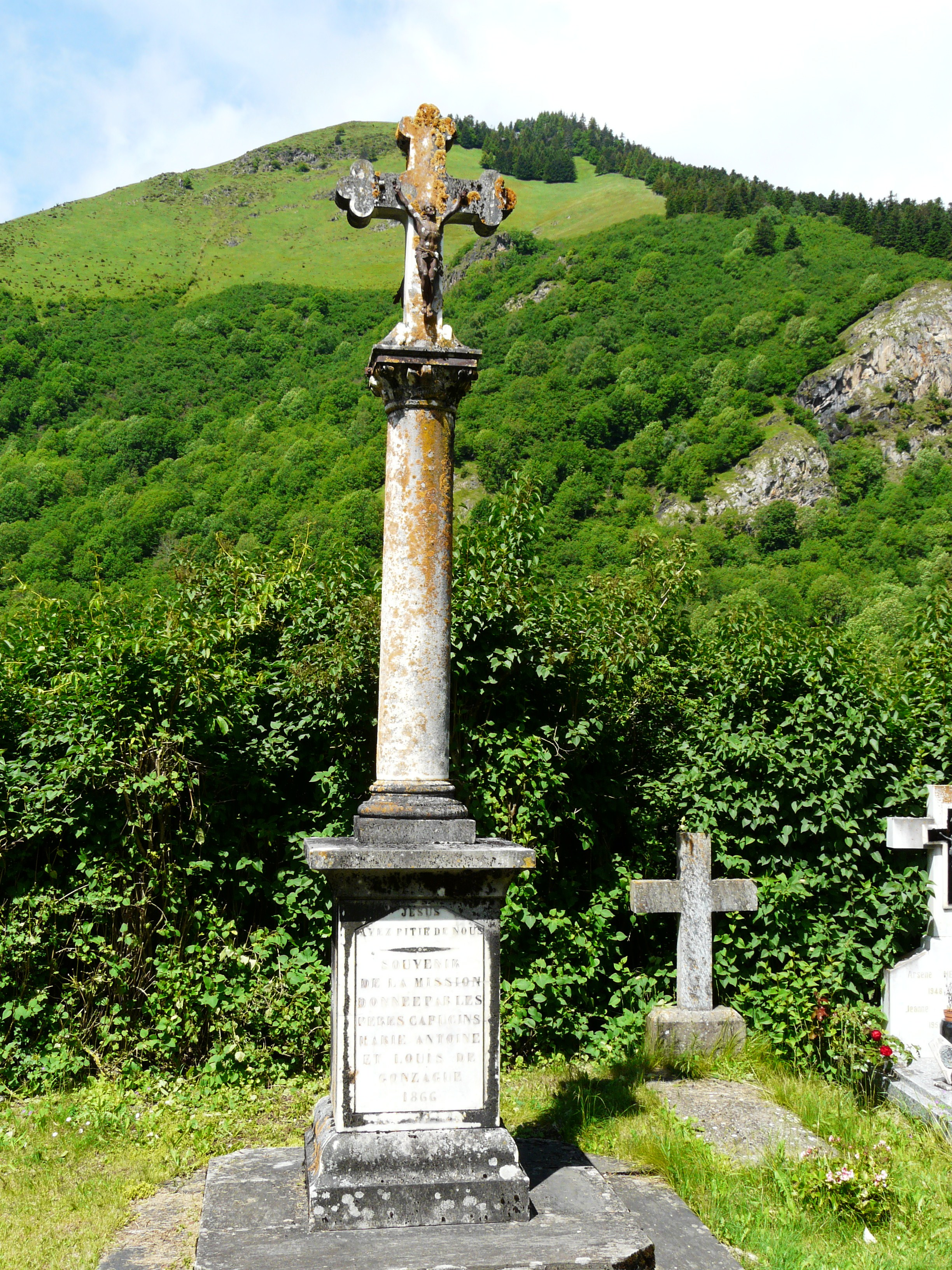
Крест (1866 год)
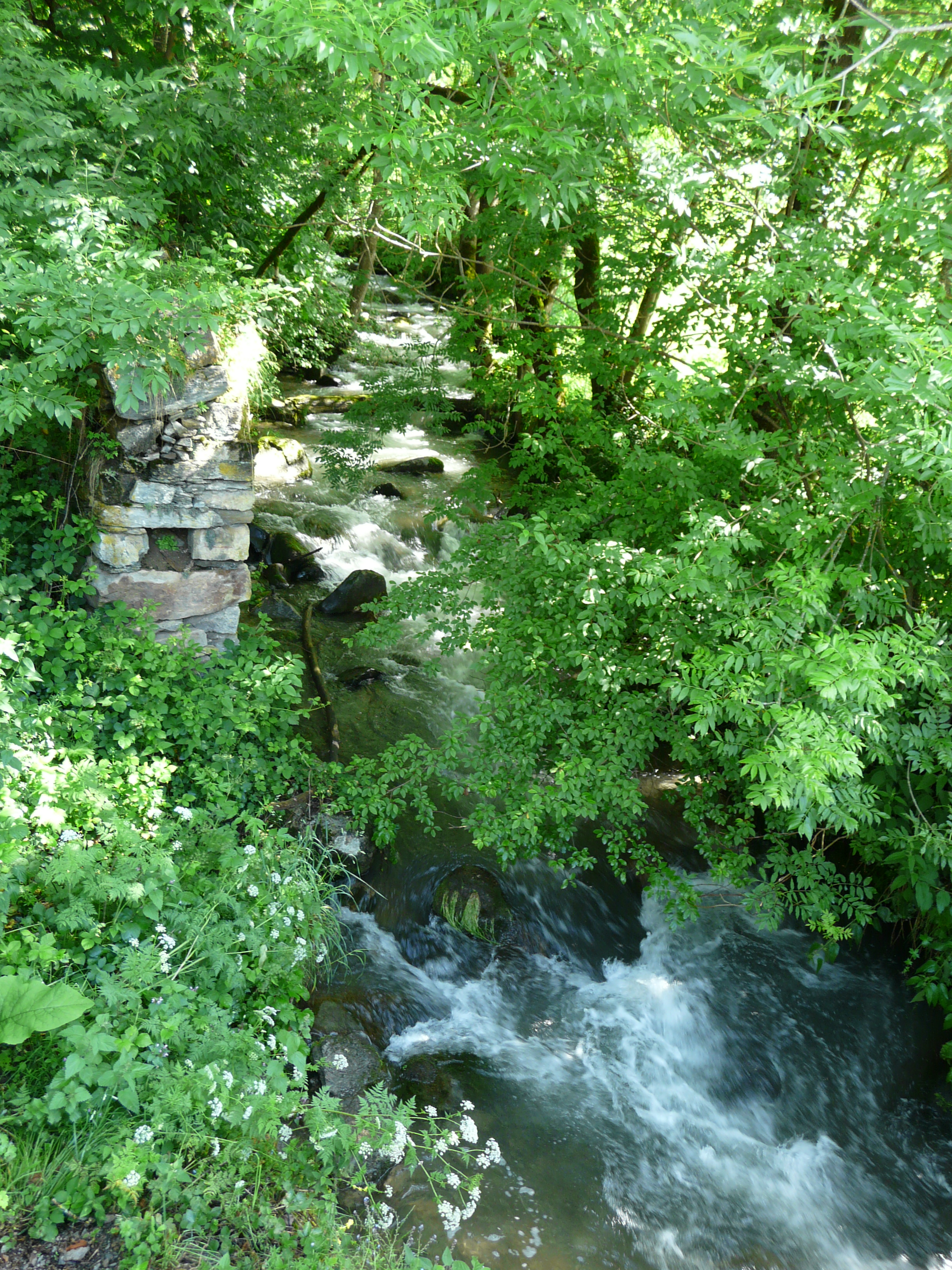
Река Нест-д’Уэй